# Marea Roșie

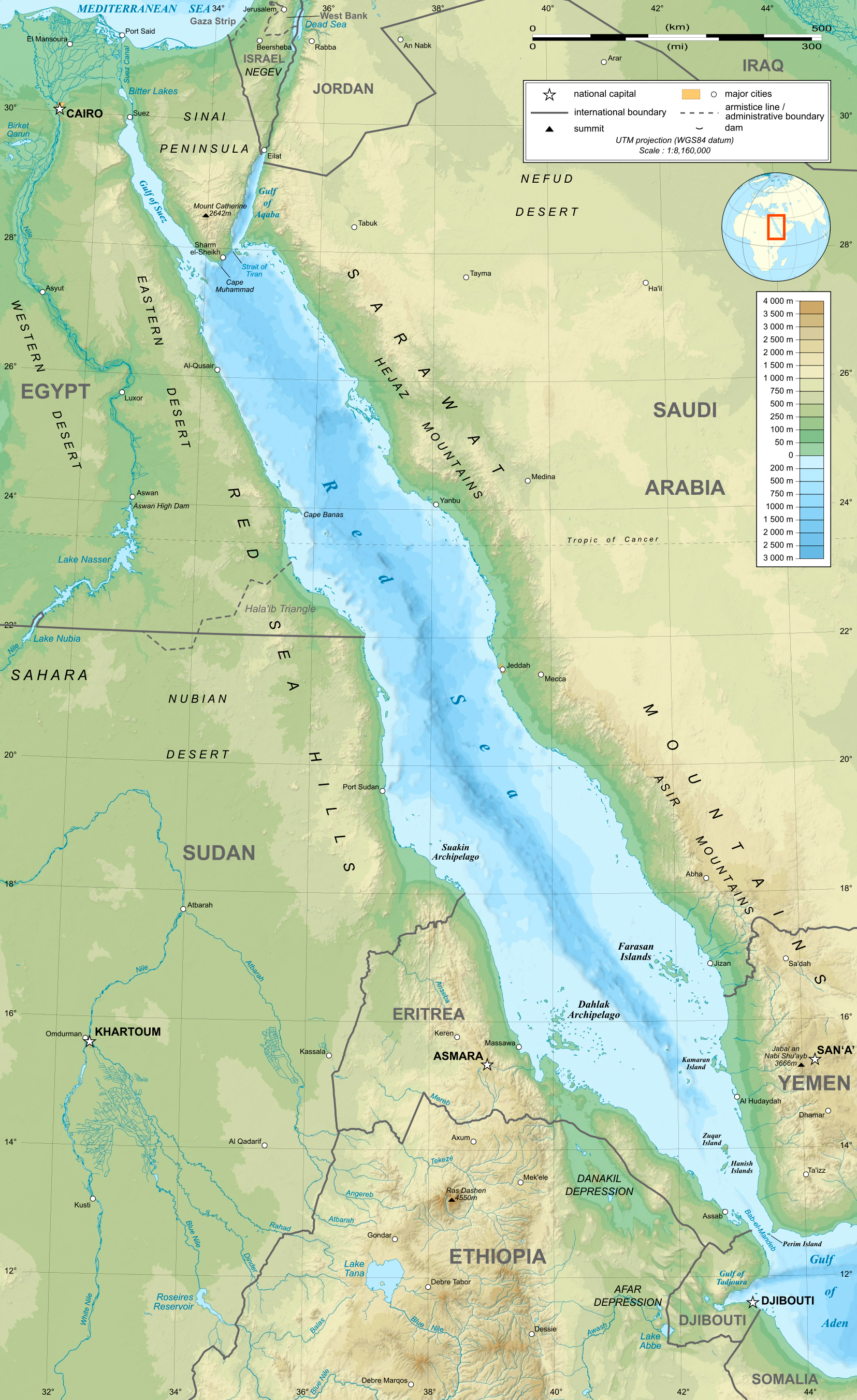
Localizarea Mării Roșii

Marea Roșie (în arabă: البحر الأحمر al-Baḥr al-Aḥmar; în ebraică ים סוף Yam Suf; în latină Mare Erythraeum; în somaleză Badda Cas; în tigrignă ቀይሕ ባሕሪ Qeyḥ bāḥrī) este o mare intrând al Oceanului Indian între Africa și Asia. Legătura cu oceanul se face prin și prin Golful Aden. În nord se află peninsula Sinai, Golful Aqaba și Golful Suez (care face legătura cu canalul Suez). Marea are circa 1 900 km lungime și o lățime maximă de 300 km. Fundul mării are o adâncime maximă de 2 500 m în fosa mediană centrală și o adâncime medie de 500 m; prezintă – de asemenea – o platformă continentală extinsă, cunoscută atât pentru viața submarină, cât și pentru coralii săi. Marea are o suprafață de circa 450 000 km² și reprezintă mediul de viață a numeroase specii de nevertebrate și a 200 de specii de corali. Face parte din Marele Rift African și este cea mai nordică mare tropicală a lumii.

## Numele
Numele mării nu indică culoarea apei, care nu este roșie. Poate proveni de la exploziile sezoniere ale algei albastre-verzi Trichodesmium eryrhaeum, de culoare roșie, în apropiere de suprafața apei. O altă sursă ar putea fi munții bogați în minerale de culoare roșie aflați în apropiere, care poartă numele de "הרי אדום" (harei edom).
O altă ipoteză o determină numele himariților, un trib local al cărui nume însuși înseamnă "roșu". O altă teorie ar indica faptul că numele "roșu" se referă la direcția "sud" în același mod în care numele Mării Negre se poate referi la "nord". Această teorie se bazează pe faptul că unele limbi asiatice foloseau culorile pentru a se referi la direcțiile cardinale.
Marea a purtat de asemenea numele de "Golful Arab" în majoritatea surselor europene până în secolul XX. Acest lucru provine din sursele grecești mai vechi. După Herodot, Strabon și Ptolemeu, toate sursele europene denumesc această întindere de ape "Sinus Arabicus", rezervând denumirea de "Marea Erythrias" (Marea Roșie) pentru apele din jurul sudului Peninsulei Arabice, cunoscute astăzi drept Oceanul Indian.
Marea Roșie desparte Africa de Asia

## Istorie
Egiptenii au fost primii care au încercat o misiune de explorare a Mării Roșii. În Biblie, povestea lui Moise prezintă cum fiul unei sclave i-a dus pe evrei peste ea, către libertate, folosind puterea divină. Totuși, un marinar grec, Hippalus, a oferit o dimensiune internațională Mării Roșii, prin relatarea călătoriei sale în Marea Eritreei, și a deschis-o astfel comerțului cu Asia. Abia începând cu secolul al XV-lea Europa și-a arătat interesul în această zonă.
De-a lungul istoriei, numeroase state vor încerca să monopolizeze comerțul din Marea Roșie. În secolul al XV-lea aceasta va fi obținută de Imperiul Mameluc, care va îngloba aproape toate malurile mării. Acest fapt, în combinație cu alungarea venețienilor din Alexandria (principalul port mameluc) va duce la creșterea mare a prețurilor bunurilor aduse din Asia și la păstrarea sa la acest nivel pentru o perioadă îndelungată de timp. Acest factor va fi unul dintre cei care va declanșa Perioada marilor descoperiri.
În 1798, generalul Napoleon Bonaparte a fost însărcinat de Franța cu invadarea Egiptului și ocuparea Mării Roșii. Deși a eșuat în sarcina sa, inginerul J.B. Lepere, care a luat parte la ea, a revitalizat planurile pentru un canal, care fusese vizat încă din perioada faraonilor. Canalul Suez s-a deschis în noiembrie 1869. În acea perioadă, britanicii, francezii și italienii își împărțeau posturile comerciale. Acestea au fost treptat dezafectate după primul război mondial. După cel de-al doilea război mondial, americanii și sovieticii și-au extins influența pe fondul creșterii traficului petrolierelor. Totuși, în urma războiului de șase zile, Canalul Suez a fost închis între 1967 și 1975. Chiar și astăzi, în ciuda patrulelor din partea flotelor maritime importante în apele Mării Roșii, Canalul Suez nu și-a recuperat complet supremația asupra drumului pe la Capul Bunei Speranțe, rută considerată mai sigură.

## Proprietăți fizice

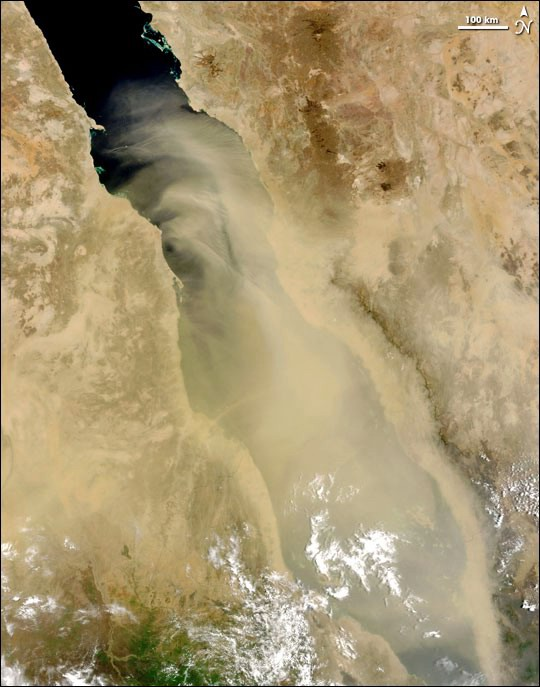
Furtună de nisip deasupra Mării Roșii

Temperatura la suprafața apei rămâne relativ constantă la circa 21–25 °C, iar temperatura și vizibilitatea rămân bune până la o adâncime de 200 m, însă marea este cunoscută pentru vânturile sale puternice și curenții locali înșelători. Marea se lărgește în continuare; se crede că în timp va deveni un ocean (așa cum s-a propus în modelul lui Tuzo Wilson).
Marea Roșie are o salinitate mai mare decât media planetară. Acest lucru se datorează mai multor factori: 1) rata ridicată a evaporării și precipitații, 2) lipsa unor cursuri de apă dulce care să se verse în mare, și 3) legătura îngustă cu Oceanul Indian (și salinitatea lui mai joasă).
La un moment dat în perioada terțiară, strâmtoarea Bab el Mandeb a fost închisă, iar Marea Roșie s-a uscat, devenind o depresiune goală, cu solul sărat.

## Economie

Principalele rute comerciale în timpul apogeului Imperiului Roman

Marea Roșie a reprezentat o importantă regiune pentru comerțul internațional încă din Epoca Bronzului, aceasta fiind una dintre rutele prin care mărfurile din Asia ajungeau în piețele europene. State precum dinastiile egiptene și Imperiul Roman vor exercita interese în regiune, având colonii comerciale prin intermediul cărora facilitau conexiuni cu state precum cele din India. 
De-a lungul istoriei sale numeroase state vor încerca să obțină monopolul asupra comerțului Mării Roșii. Atunci când acestea vor reuși (ca în exemplul Imperiului Mameluc, acesta va duce la creșterea considerabilă a prețurilor pentru statele europene. 

## Turismul
Marea este cunoscută pentru locurile de scufundare, fiind o destinație turistică căutată. A fost "descoperită" ca o destinație pentru scufundări de către Hans Hass în anii 1950, și mai târziu de către Jacques-Yves Cousteau. Printre stațiunile cele mai populare se numără Sharm-El-Sheikh și Hurghada în Egipt, într-o zonă cunoscută ca Riviera Mării Roșii.

## Țările riverane
Țările riverane sunt:
- malul nordic:
  - Egipt
  - Israel
  - Iordania
- malul vestic:
  - Sudan
  - Egipt
- malul estic:
  - Arabia Saudită
  - Yemen
- malul sudic:
  - Somalia
  - Djibouti
  - Eritreea

## Orașele
Printre orașele de pe coasta Mării Roșii se numără: Assab عصب, Massawa ምጽዋ, Hala'ib حلايب , Marsa Alamمرسى علم , Port Sudan بورت سودان , Port Safaga ميناء سفاجا , Hurghada الغردقة , El Suweis السويس , Sharm el Sheikh شرم الشيخ , Dahabدهب , Eilat אילת , Aqaba العقبة , Jeddahجدة , Al Hudaydah الحديدة.

## Situația tectonică
Marea Roșie se mărește pe zi ce trece. Imaginile din satelit arată că Placa Tectonică Arabică și Placa Africană se distanțează una de alta, întinzând scoarța Pământului și lărgind capătul sudic al mării. 